# 欧洲体育杂志联盟
欧洲体育杂志联盟（英文名称：European Sports Magazines，简称ESM)，成立于1989年，是当时西班牙的《足球先生》在联合德国的《踢球者》、荷兰的《国际足球》以及意大利的《体育战报》和瑞士的《体育》后成立起了这个机构，组建的最基本原则之一就是一个国家只能有一本杂志或报纸加入此联盟。此后的十余年时间里，发生了多次成员的更替。最早是《体育战报》因为影响力有限而退出，联盟随即又补充了葡萄牙的《球报》、比利时的《足球杂志》、意大利的《米兰体育报》、法国的《11人》和英国的《世界足球》。这5家新加入媒体同样被认为是ESM的创始成员。
1997年，《法国足球》取代《11人》成为法国代表，但仅4年后就从该组织退出。1999年底，瑞士的《体育》因为破产而从联盟中消失。从2002年起，ESM开始吸收来自欧洲非主流足球国家加入，包括俄罗斯的《体育快讯》和土耳其的《球迷》。丹麦的足球博彩类报纸《Tipsbladet》曾在2003到2006年间短期加入该联盟。就这样，到了2007年初，ESM又重新恢复到了9个成员，而中国《足球周刊》有幸成为第10个。

## ESM成员
该联盟的成员每月都会评选出当月欧洲的最佳阵容，等冠军联赛结束后,会根据球员入选次数评出“赛季最佳阵容”。
创始成员：
- 《球报》
- 《足球先生》
- 《足球杂志》
- 《踢球者》
- 《体育战报》
- 《11人》
- 《体育》
- 《国际足球》
- 《世界足球》

现时成员：
- 《球报》
- 《马卡报》
- 《球迷》
- 《足球周刊》
- 《足球杂志》
- 《踢球者》
- 《开球》
- 《体育战报》
- 《体育快讯》
- 《Tipsbladet》
- 《国际足球》
- 《世界足球》
- 网易体育
- 《So Foot》